# Дерюэ, Клод
Клод Дерюэ́, Клод Деруэ́ (фр. Claude Déruet; ок. 1588, Нанси, Лотарингия — 20 октября 1660, Нанси) — французский живописец и гравёр лотарингской школы. Один из характерных представителей северного маньеризма.

## Биография
Родом из Нанси, столицы области Лотарингия на северо-востоке Франции, Дерюэ был учеником живописца и гравёра лотарингской школы Жака Белланжа, придворного художника герцога Карла III Лотарингского. Затем он какое-то время учился в Италии, в Риме.
В 1621 году Дерюэ был посвящён в рыцари, а в 1645 году французский король Людовик XIII наградил художника орденом Святого Михаила (l’Ordre de Saint-Michel). Дерюэ владел роскошной резиденцией в Нанси под названием Ла-Ромэн (La Romaine), где в 1633 году останавливались Людовик XIII и королева.
Дерюэ дружил с выдающимся лотарингским гравёром Жаком Калло. Его учеником в течение года (1625—1626) был живописец Клод Лоррен.
Произведения Дерюэ, маньеристичные по духу и необычные, даже дерзкие по содержанию, вызывали у современников критику. Так, например, когда Лафонтен в 1663 году посетил замок Ришельё и оказался перед серией картин «Четыре элемента» (les Quatre éléments), он дал следующий комментарий: «Вы не видите ничего, кроме фейерверков, кольцевых гонок, каруселей, развлечений, катания на санях и тому подобного. Если вы спросите меня, что всё это значит, я отвечу, что не понимаю».
Дерюэ часто использовал тему амазонки — женщины-воина, классическую для европейского искусства, но трактовал её по-новому, соответственно времени: «через мифологию о прославлении безрассудной героини и смелой наездницы, которые вдохновляют романтическую и театральную литературу».
«…Тема женщины-воина, сочетающая кровожадное насилие с лёгкими изысками, популяризированная, в том числе, и великими древними текстами, часто поднималась художниками рубежа XVI—XVII веков. Дерюэ, кажется, даже сделал это чем-то особенным. Античный сюжет позволял ему создавать бесчисленные декоративные вариации, как можно увидеть здесь, где эти знаменитые амазонки также подтверждают итальянское образование художника. Вклад, по сути, поразителен не только фантазией костюмов, но и разнообразными и интересными позами лошадей…».
Дерюэ использовал эту тему, в частности, около 1619 года в серии из четырёх картин (теперь в Страсбургском музее изобразительных искусств), затем, в 1627—1630 годах (разрозненны по разным собраниям). Достоверно атрибутированные работы художника немногочисленны и разрознены (в музеях Франции, Германии, Бельгии, Италии), за исключением больших картин, хранящихся в Орлеанском музее изящных искусств из замка Ришельё, серии амазонок в Страсбургском музее, в коллекциях музея Лотарингии.

## Галерея

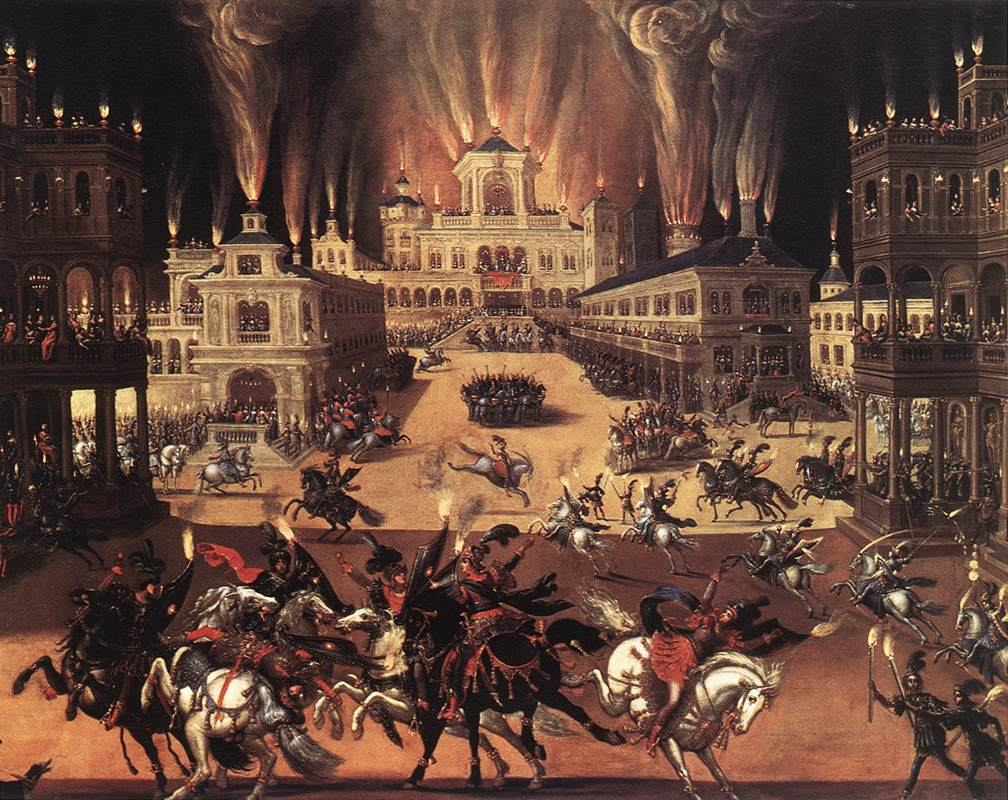
Огонь. Из серии «Четыре стихии». До 1642. Холст, масло. Музей изящных искусств, Орлеан
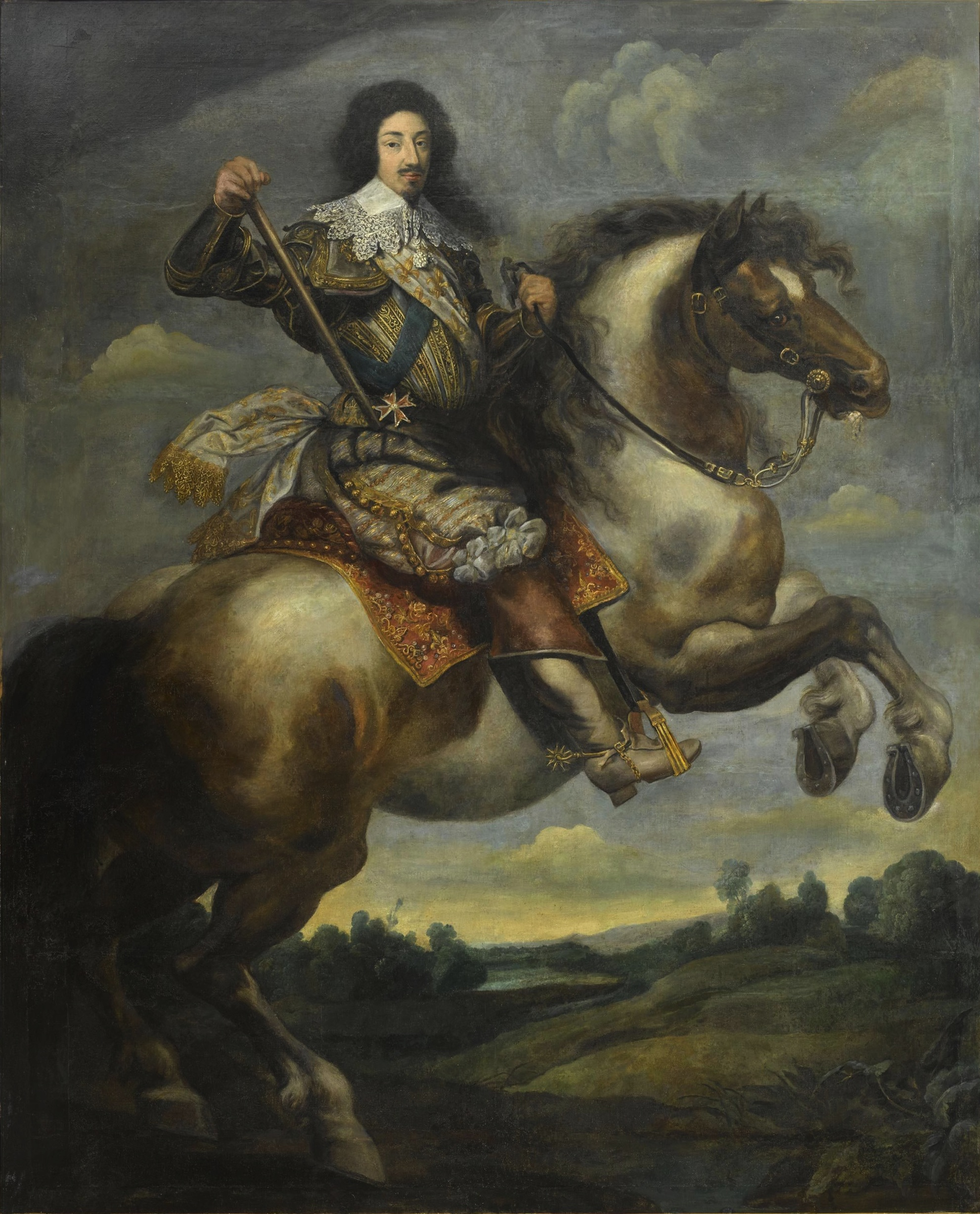
Портрет Людовика XIII. Ок. 1630. Холст, масло. Версаль
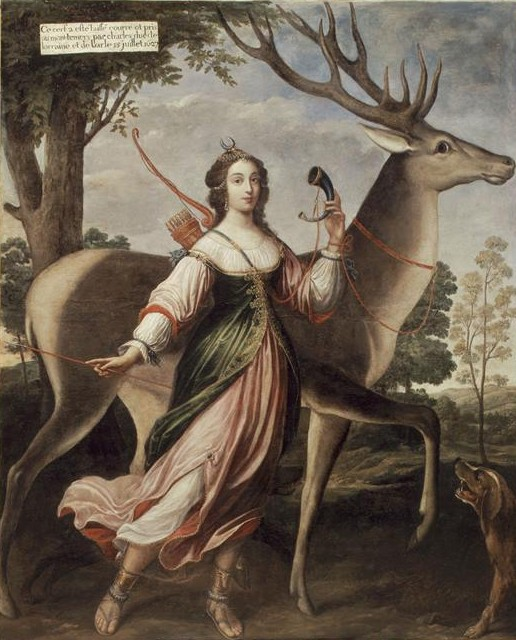
Мари Роан-Монбазон в образе Дианы-Охотницы. Ок. 1627. Холст, масло. Версаль
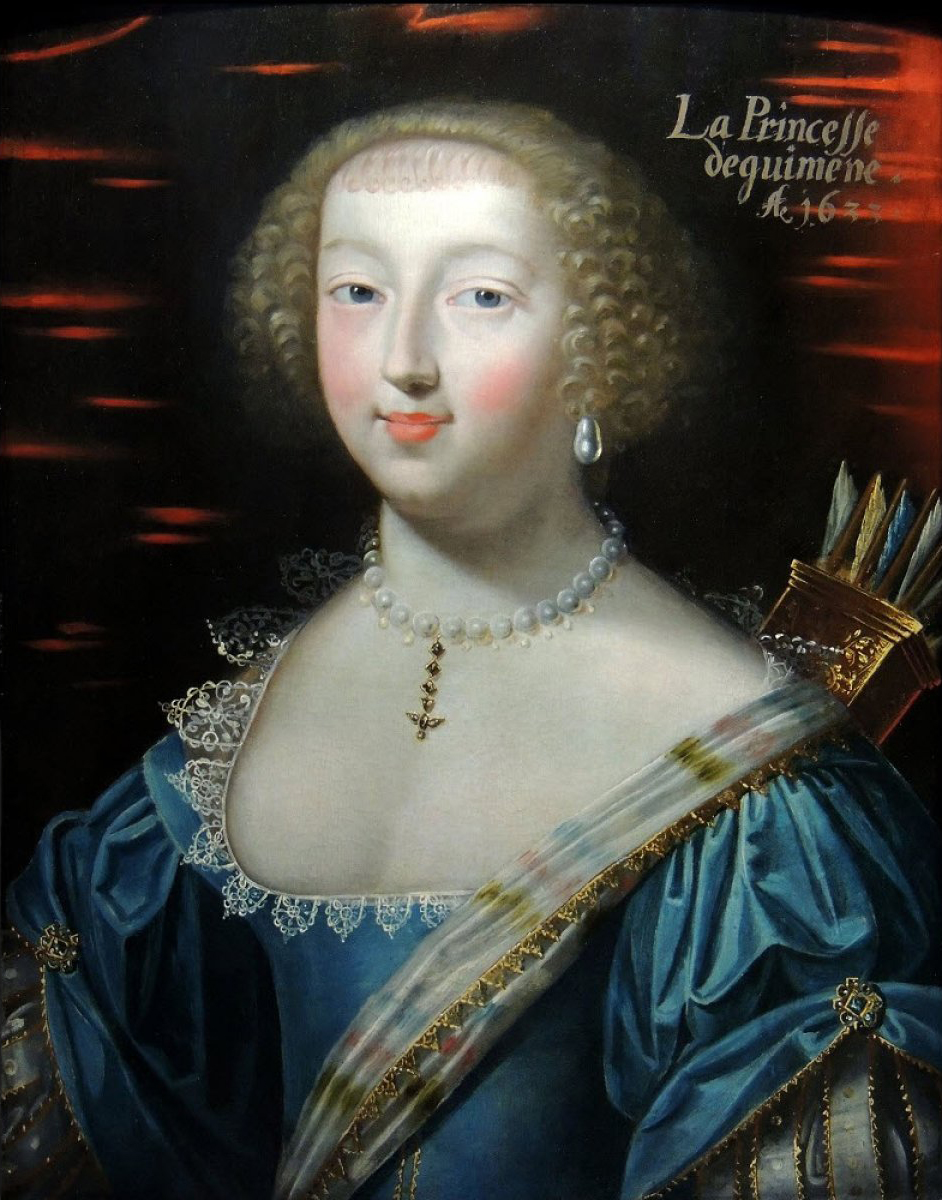
Портрет принцессы Анны де Роан-Гемене (приписывается Дерюэ). 1633. Дерево, масло
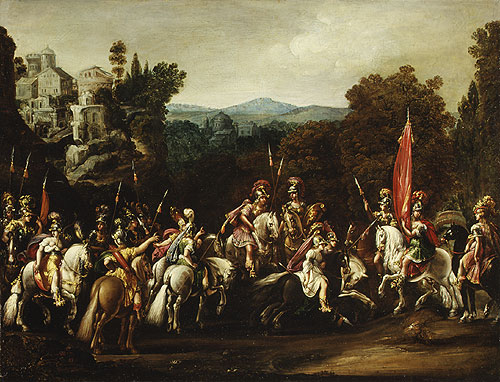
Триумф амазонок. 1620. Холст, масло. Метрополитен-музей, Нью-Йорк
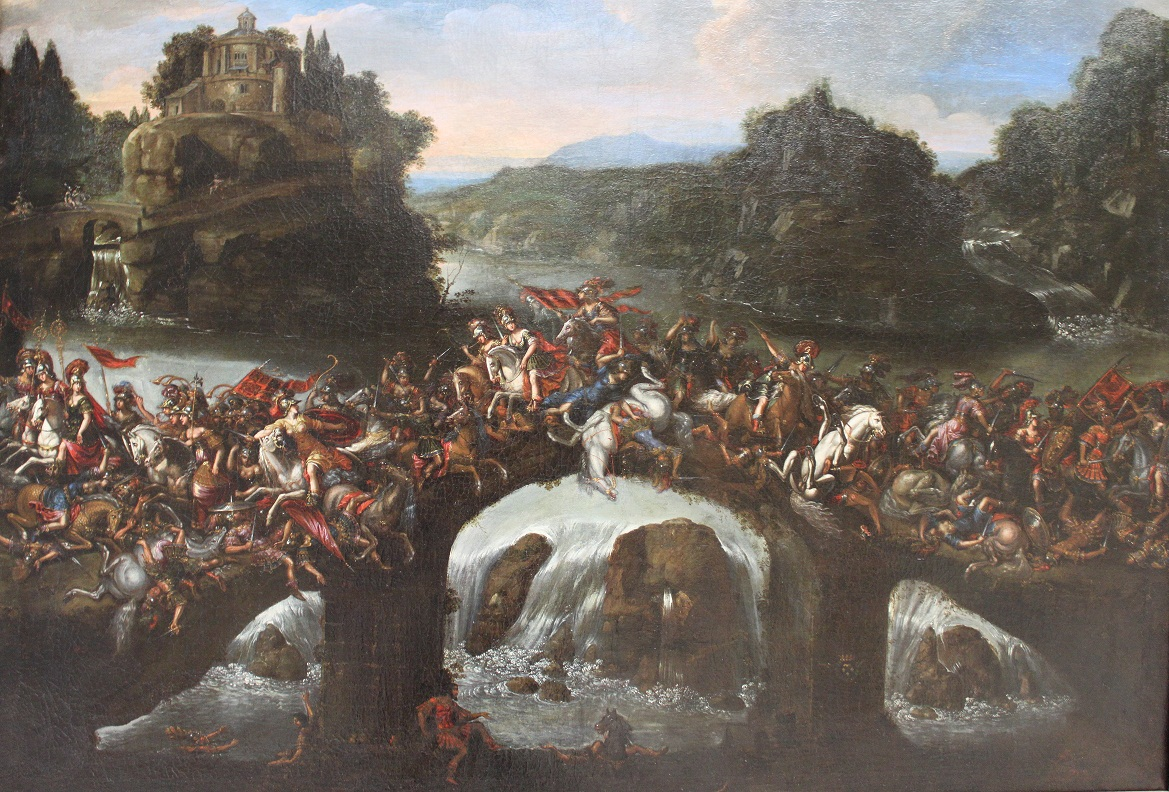
Битва амазонок с греками. Между 1603 и 1660. Холст, масло. Лувр, Париж
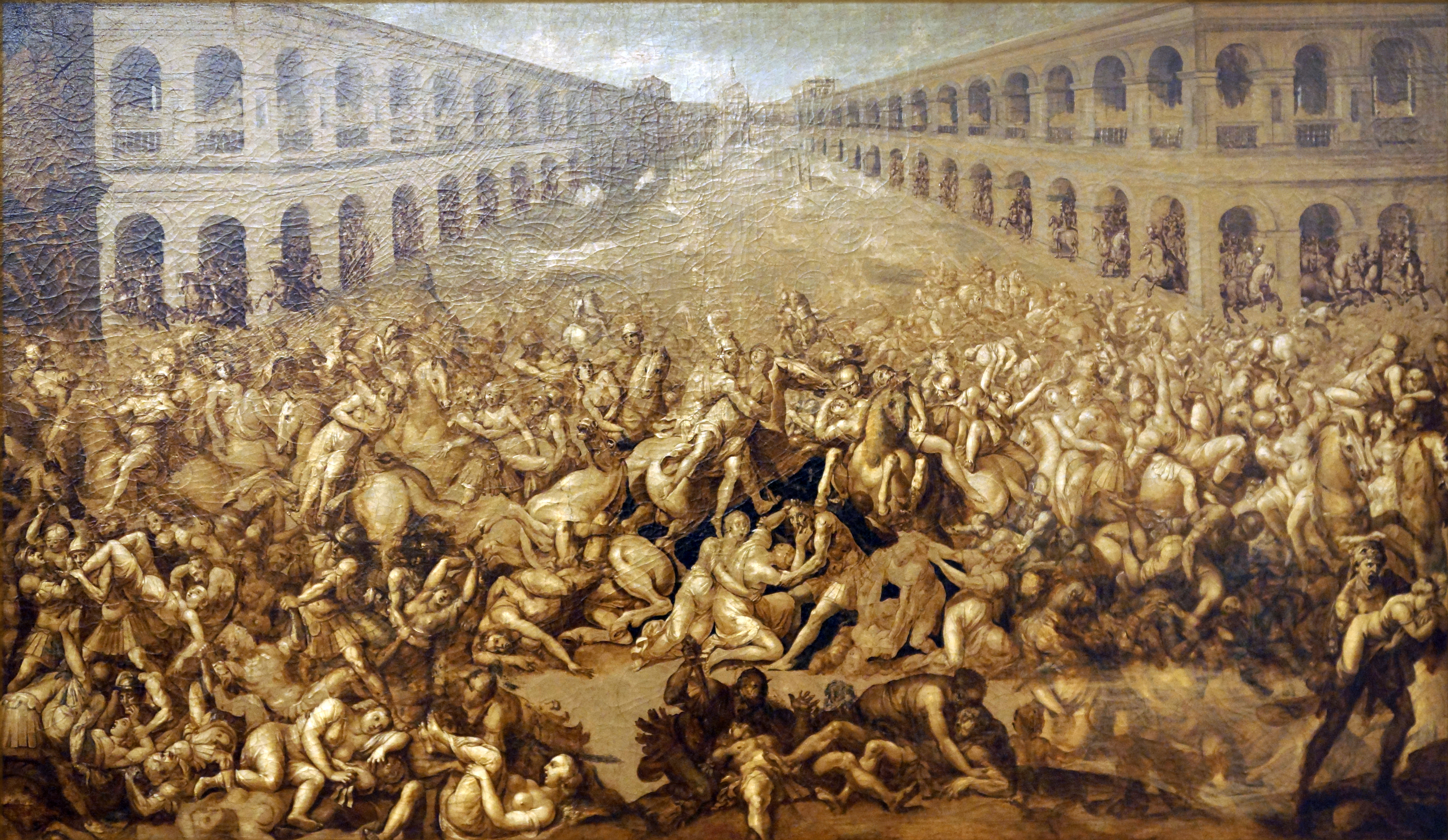
Похищение сабинянок. Бумага, сепия, белила (?). Музей изящных искусств, Нанси